# چارلی دنت
چارلی دنت (به انگلیسی: Charlie Dent) نمایندهٔ حوزه انتخابیه پانزدهم پنسیلوانیا از حزب جمهوری‌خواه ایالات متحده آمریکا در مجلس نمایندگان ایالات متحده آمریکا است که برای نخستین‌بار در ۹ ژانویه ۲۰۰۵ میلادی به‌عضویت این مجلس درآمد.